# طواف النرويج 2023
2023 Tour of Norway (بالنرويجية: Tour of Norway 2023) هو سباق دراجات هوائية، وهو الموسم الثاني عشر من طواف النرويج، وأقيم خلال الفترة من 26 مايو 2023، وحتى 29 مايو 2023.
فاز بالمركز الأول وفي ترتيب النقاط للشباب Ben Tulett ‏، وفاز بالمركز الثاني ماغنوس شيفيلد، وفاز بالمركز الثالث وفي ترتيب النقاط Thibau Nys ‏، وفاز في ترتيب الفرق إي أف إديوكيشن إيزيبوست 2023 ‏، وفاز في تصنيف الجبال Joel Nicolau ‏.

## الفرق
| فرق عالمية (8)- Alpecin-Deceuninck - Bora-Hansgrohe - EF Education-EasyPost - Ineos Grenadiers - Intermarché-Circus-Wanty - Jumbo-Visma - Team DSM - Trek-Segafredo فرق برو (7)- كاجا رورال-سيغوروس 2023 ‏ - Green Project-Bardiani CSF-Faizanè - Human Powered Health - فريق الدراجات Q36.5 ‏ - سبورت فلاندرين بالويس ‏ - سويس ريسينغ أكادمي 2023 ‏ - أونو اكس برو سايكلنج تيم 2023 ‏ فرق قارية (3)- Leopard TOGT Pro Cycling ‏ - Saint Piran (cycling team) ‏ - تيم كووب ‏ فريق وطني- فريق النرويج لركوب الدراجات للرجال ‏ |  |
| |  |

## المراحل
| قائمة المراحل | قائمة المراحل | قائمة المراحل             | قائمة المراحل         | قائمة المراحل | قائمة المراحل | قائمة المراحل   | قائمة المراحل |
| المرحلة       | التاريخ       | الدورة                    |                       | المسافة (كم)  | الارتفاع      | الفائز بالمرحلة | القائد العام  |
| ------------- | ------------- | ------------------------- | --------------------- | ------------- | ------------- | --------------- | ------------- |
| المقدمة       | 26 مايو       | برغن –                    | مرحلة تسلق الجبل زمني | 7٫4           | 319 م         | Ben Tulett ‏     | Ben Tulett ‏   |
| المرحلة 1     | 27 مايو       | Røldal ‏ – Hovden, Agder ‏  | مرحلة التلال          | 85٫2          | 1٬463 م       | مايك تيونسين    | Ben Tulett ‏   |
| المرحلة 2     | 28 مايو       | Valle, Norway ‏ – ستافانغر | مرحلة التلال          | 165٫7         | 2٬399 م       | Thibau Nys ‏     | Ben Tulett ‏   |
| المرحلة 3     | 29 مايو       | ستافانغر – ستافانغر       | مرحلة مستوية          | 149٫3         | 1٬277 م       | ألكسندر كريستوف | Ben Tulett ‏   |

## النتيجة

### مرحلة 0
هي مرحلة أقيمت في 26 مايو 2023، وامتدّت لمسافة 7.4 كيلومتر. فاز بالمركز الأول، وتصدر ترتيب النقاط للشباب وترتيب النقاط وترتيب التسلق والترتيب العام في نهاية المرحلة Ben Tulett ‏، وتصدر ترتيب الفرق فريق إنيوس 2023 ‏.
| التصنيف العام         | التصنيف العام         | التصنيف العام             | التصنيف العام | التصنيف العام |
| العداء                | العداء                | الفريق                    | الوقت         |               |
| --------------------- | --------------------- | ------------------------- | ------------- | ------------- |
| 1                     | Ben Tulett ‏           | Ineos Grenadiers          | 14 د 28 ث     |               |
| 2                     | ماغنوس شيفيلد         | Ineos Grenadiers          | + 1 ث         |               |
| 3                     | أتيلا فالتر           | Jumbo-Visma               | + 20 ث        |               |
| 4                     | Ådne Holter ‏          | أونو اكس برو سايكلنج تيم ‏ | + 27 ث        |               |
| 5                     | Mathias Vacek ‏        | تريك سيغافريدو            | + 28 ث        |               |
| 6                     | Thibau Nys ‏           | تريك سيغافريدو            | + 30 ث        |               |
| 7                     | توبياس هالاند يوهانسن | أونو اكس برو سايكلنج تيم ‏ | + 31 ث        |               |
| 8                     | Rune Herregodts ‏      | Intermarché-Circus-Wanty  | + 31 ث        |               |
| 9                     | Marco Brenner ‏        | Team DSM                  | + 32 ث        |               |
| 10                    | ألكسندر كامب          | سويس ريسينغ أكادمي ‏       | + 32 ث        |               |
|                       |                       |                           |               |               |
| مصدر: ProCyclingStats |                       |                           |               |               |

### مرحلة 1
هي مرحلة جبلية، أقيمت في 27 مايو 2023، وامتدّت لمسافة 85.2 كيلومتر. فاز بالمركز الأول مايك تيونسين، وتصدر الترتيب العام في نهاية المرحلة وترتيب النقاط للشباب Ben Tulett ‏، وتصدر ترتيب الفرق فريق إنيوس 2023 ‏، وتصدر ترتيب النقاط وترتيب التسلق ماغنوس شيفيلد.
| التصنيف العام         | التصنيف العام         | التصنيف العام             | التصنيف العام | التصنيف العام |
| العداء                | العداء                | الفريق                    | الوقت         |               |
| --------------------- | --------------------- | ------------------------- | ------------- | ------------- |
| 1                     | Ben Tulett ‏           | Ineos Grenadiers          | 2 س 12 د 58 ث |               |
| 2                     | ماغنوس شيفيلد         | Ineos Grenadiers          | + 1 ث         |               |
| 3                     | أتيلا فالتر           | Jumbo-Visma               | + 20 ث        |               |
| 4                     | Ådne Holter ‏          | أونو اكس برو سايكلنج تيم ‏ | + 27 ث        |               |
| 5                     | Mathias Vacek ‏        | تريك سيغافريدو            | + 28 ث        |               |
| 6                     | Thibau Nys ‏           | تريك سيغافريدو            | + 30 ث        |               |
| 7                     | توبياس هالاند يوهانسن | أونو اكس برو سايكلنج تيم ‏ | + 31 ث        |               |
| 8                     | Rune Herregodts ‏      | Intermarché-Circus-Wanty  | + 31 ث        |               |
| 9                     | Marco Brenner ‏        | Team DSM                  | + 32 ث        |               |
| 10                    | ألكسندر كامب          | سويس ريسينغ أكادمي ‏       | + 32 ث        |               |
|                       |                       |                           |               |               |
| مصدر: ProCyclingStats |                       |                           |               |               |

### مرحلة 2
هي مرحلة جبلية، أقيمت في 28 مايو 2023، وامتدّت لمسافة 165.7 كيلومتر. فاز بالمركز الأول، وتصدر ترتيب النقاط Thibau Nys ‏، وتصدر الترتيب العام في نهاية المرحلة وترتيب النقاط للشباب Ben Tulett ‏، وتصدر ترتيب التسلق Joel Nicolau ‏، وتصدر ترتيب الفرق فريق إنيوس 2023 ‏.
| التصنيف العام         | التصنيف العام         | التصنيف العام             | التصنيف العام | التصنيف العام |
| العداء                | العداء                | الفريق                    | الوقت         |               |
| --------------------- | --------------------- | ------------------------- | ------------- | ------------- |
| 1                     | Ben Tulett ‏           | Ineos Grenadiers          | 6 س 31 د 28 ث |               |
| 2                     | ماغنوس شيفيلد         | Ineos Grenadiers          | + 5 ث         |               |
| 3                     | Thibau Nys ‏           | تريك سيغافريدو            | + 23 ث        |               |
| 4                     | Ådne Holter ‏          | أونو اكس برو سايكلنج تيم ‏ | + 35 ث        |               |
| 5                     | توبياس هالاند يوهانسن | أونو اكس برو سايكلنج تيم ‏ | + 35 ث        |               |
| 6                     | Mathias Vacek ‏        | تريك سيغافريدو            | + 36 ث        |               |
| 7                     | Ben Zwiehoff ‏         | بورا هانسغروه             | + 37 ث        |               |
| 8                     | Rune Herregodts ‏      | Intermarché-Circus-Wanty  | + 39 ث        |               |
| 9                     | ألكسندر كامب          | سويس ريسينغ أكادمي ‏       | + 40 ث        |               |
| 10                    | Marco Brenner ‏        | Team DSM                  | + 40 ث        |               |
|                       |                       |                           |               |               |
| مصدر: ProCyclingStats |                       |                           |               |               |

### مرحلة 3
هي مرحلة مستوية، أقيمت في 29 مايو 2023، وامتدّت لمسافة 149.3 كيلومتر. فاز بالمركز الأول ألكسندر كريستوف، وتصدر الترتيب العام في نهاية المرحلة وترتيب النقاط للشباب Ben Tulett ‏، وتصدر ترتيب النقاط Thibau Nys ‏، وتصدر ترتيب الفرق إي أف إديوكيشن إيزيبوست 2023 ‏، وتصدر ترتيب التسلق Joel Nicolau ‏.

## المشاركون
| Alpecin-Deceuninck ADC | Alpecin-Deceuninck ADC           | Alpecin-Deceuninck ADC |
| ---------------------- | -------------------------------- | ---------------------- |
| م                      | عداء                             | مرتبة                  |
| 1                      | Maurice Ballerstedt ‏             | 83                     |
| 2                      | يجف دي بوندت                     | 99                     |
| 3                      | Robbe Ghys ‏                      | 77                     |
| 4                      | Axel Laurance ‏                   | 20                     |
| 5                      | إدوارد بلانكايرتإدوارد بلانكايرت | 39                     |
| 6                      | Luca Vergallito ‏                 | 15                     |

| Ineos Grenadiers IGD | Ineos Grenadiers IGD | Ineos Grenadiers IGD |
| -------------------- | -------------------- | -------------------- |
| م                    | عداء                 | مرتبة                |
| 11                   | Josh Tarling ‏        | 43                   |
| 12                   | Leo Hayter ‏          | 81                   |
| 13                   | لوكاس بلاب (طريق)    | 108                  |
| 14                   | ماغنوس شيفيلد        | 2                    |
| 15                   | كونور سويفت          | 65                   |
| 16                   | Ben Tulett ‏          | 1                    |

| Bora-Hansgrohe BOH | Bora-Hansgrohe BOH | Bora-Hansgrohe BOH |
| ------------------ | ------------------ | ------------------ |
| م                  | عداء               | مرتبة              |
| 21                 | Shane Archbold ‏    | لم يكمل السباق-3   |
| 22                 | ماركو هالر         | 64                 |
| 23                 | Jordi Meeus ‏       | 35                 |
| 24                 | Ide Schelling ‏     | 49                 |
| 25                 | يوناس كوخ          | 26                 |
| 26                 | Ben Zwiehoff ‏      | 12                 |

| EF Education-EasyPost EFE | EF Education-EasyPost EFE | EF Education-EasyPost EFE |
| ------------------------- | ------------------------- | ------------------------- |
| م                         | عداء                      | مرتبة                     |
| 31                        | أودد كريستيان إيكينغ      | 11                        |
| 32                        | ينس كوكلاير               | 63                        |
| 33                        | Jonas Rutsch ‏             | 14                        |
| 34                        | Georg Steinhauser ‏        | لم يبدأ-3                 |
| 35                        | مايكل فالغرين             | 59                        |
| 36                        | ماريجن فان دن بيرغ        | 17                        |

| Jumbo-Visma TJV | Jumbo-Visma TJV         | Jumbo-Visma TJV |
| --------------- | ----------------------- | --------------- |
| م               | عداء                    | مرتبة           |
| 41              | Johannes Staune-Mittet ‏ | 23              |
| 42              | Gijs Leemreize ‏         | 28              |
| 43              | Mick van Dijke ‏         | 16              |
| 44              | توش فان دير ساندي       | 94              |
| 45              | أتيلا فالتر (طريق)      | 4               |
| 46              | Tim van Dijke ‏          | 82              |

| Team DSM DSM | Team DSM DSM        | Team DSM DSM |
| ------------ | ------------------- | ------------ |
| م            | عداء                | مرتبة        |
| 51           | رومان كومبو         | 50           |
| 52           | Marco Brenner ‏      | 10           |
| 53           | شون فلين ‏           | 88           |
| 54           | توبياس لوند أندرسن ‏ | 27           |
| 55           | Lorenzo Milesi ‏     | 13           |
| 56           | Kevin Vermaerke ‏    | 37           |

| Trek-Segafredo TFS | Trek-Segafredo TFS | Trek-Segafredo TFS |
| ------------------ | ------------------ | ------------------ |
| م                  | عداء               | مرتبة              |
| 61                 | ماركوس هويلجارد    | 61                 |
| 62                 | Asbjørn Hellemose ‏ | 60                 |
| 63                 | Thibau Nys ‏        | 3                  |
| 64                 | جاسبر ستوفين       | 48                 |
| 65                 | إدوارد ثيونس       | 98                 |
| 66                 | Mathias Vacek ‏     | 8                  |

| Intermarché-Circus-Wanty ICW | Intermarché-Circus-Wanty ICW | Intermarché-Circus-Wanty ICW |
| ---------------------------- | ---------------------------- | ---------------------------- |
| م                            | عداء                         | مرتبة                        |
| 71                           | Dries De Pooter ‏             | 91                           |
| 72                           | Rune Herregodts ‏             | 6                            |
| 73                           | Madis Mihkels                | 30                           |
| 74                           | Tom Paquot ‏                  | 95                           |
| 75                           | أدريان بيتي                  | 100                          |
| 76                           | مايك تيونسين                 | 19                           |

| أونو-إكس موبيليتي ‏ UXT | أونو-إكس موبيليتي ‏ UXT      | أونو-إكس موبيليتي ‏ UXT |
| ---------------------- | --------------------------- | ---------------------- |
| م                      | عداء                        | مرتبة                  |
| 81                     | ألكسندر كريستوف             | 80                     |
| 82                     | Ådne Holter ‏                | 7                      |
| 83                     | Anders Halland Johannessen ‏ | 84                     |
| 84                     | توبياس هالاند يوهانسن       | 9                      |
| 85                     | Martin Urianstad ‏           | 79                     |
| 86                     | راسموس تيلر (طريق)          | 29                     |

| كاجا رورال-سيغوروس ‏ CJR | كاجا رورال-سيغوروس ‏ CJR | كاجا رورال-سيغوروس ‏ CJR |
| ----------------------- | ----------------------- | ----------------------- |
| م                       | عداء                    | مرتبة                   |
| 91                      | Julen Amezqueta ‏        | 41                      |
| 92                      | جيفرسون سيبيدا          | 42                      |
| 93                      | GBR                     | 74                      |
| 94                      | Joel Nicolau ‏           | 101                     |
| 95                      | Fernando Barceló ‏       | 58                      |
| 96                      | إدوارد براديس           | 32                      |

| Green Project-Bardiani CSF-Faizanè BCF | Green Project-Bardiani CSF-Faizanè BCF | Green Project-Bardiani CSF-Faizanè BCF |
| -------------------------------------- | -------------------------------------- | -------------------------------------- |
| م                                      | عداء                                   | مرتبة                                  |
| 101                                    | Luca Colnaghi ‏                         | 54                                     |
| 102                                    | Riccardo Lucca ‏                        | 96                                     |
| 103                                    | Luca Rastelli ‏                         | 70                                     |
| 104                                    | Manuele Tarozzi ‏                       | 75                                     |
| 105                                    | Alex Tolio ‏                            | 40                                     |
| 106                                    | Enrico Zanoncello ‏                     | 102                                    |

| Human Powered Health HPM | Human Powered Health HPM | Human Powered Health HPM |
| ------------------------ | ------------------------ | ------------------------ |
| م                        | عداء                     | مرتبة                    |
| 111                      | Kristian Aasvold ‏        | 45                       |
| 112                      | ستيفن باسيت              | 55                       |
| 113                      | أوقست جنسن               | 56                       |
| 114                      | Bart Lemmen ‏             | 21                       |
| 115                      | Sebastian Schönberger ‏   | 36                       |
| 116                      | تشاد هاغا                | 106                      |

| فريق الدراجات Q36.5 ‏ Q36 | فريق الدراجات Q36.5 ‏ Q36 | فريق الدراجات Q36.5 ‏ Q36 |
| ------------------------ | ------------------------ | ------------------------ |
| م                        | عداء                     | مرتبة                    |
| 121                      | كارل فريدريك هاغن        | 18                       |
| 122                      | Walter Calzoni ‏          | 46                       |
| 123                      | Alessandro Fedeli ‏       | 31                       |
| 124                      | توبياس لودفيجسون         | 44                       |
| 125                      | Kamil Małecki ‏           | 90                       |
| 126                      | Nickolas Zukowsky ‏       | 34                       |

| سبورت فلاندرين بالويس ‏ TFB | سبورت فلاندرين بالويس ‏ TFB | سبورت فلاندرين بالويس ‏ TFB |
| -------------------------- | -------------------------- | -------------------------- |
| م                          | عداء                       | مرتبة                      |
| 131                        | Arno Claeys ‏               | 78                         |
| 132                        | Vincent Van Hemelen ‏       | 85                         |
| 133                        | Vito Braet ‏                | 24                         |
| 134                        | Aaron Van Poucke ‏          | لم يكمل السباق-2           |
| 135                        | BEL                        | 51                         |

| سويس ريسينغ أكادمي ‏ TUD | سويس ريسينغ أكادمي ‏ TUD  | سويس ريسينغ أكادمي ‏ TUD |
| ----------------------- | ------------------------ | ----------------------- |
| م                       | عداء                     | مرتبة                   |
| 141                     | جاكوب أريكسون ‏           | 47                      |
| 142                     | لوكاس أريكسون (طريق)     | 22                      |
| 143                     | ألكسندر كامب (طريق)      | 5                       |
| 144                     | Robin Froidevaux ‏ (طريق) | 53                      |
| 145                     | Arthur Kluckers ‏         | 52                      |
| 146                     | Roland Thalmann ‏         | 73                      |

| Leopard TOGT Pro Cycling ‏ LTP | Leopard TOGT Pro Cycling ‏ LTP | Leopard TOGT Pro Cycling ‏ LTP |
| ----------------------------- | ----------------------------- | ----------------------------- |
| م                             | عداء                          | مرتبة                         |
| 151                           | ماتياس بريجنهوج ‏              | 62                            |
| 152                           | ميغيل هايدمان ‏                | 67                            |
| 153                           | Oliver Knudsen ‏               | 68                            |
| 154                           | Robin Juel Skivild ‏           | 57                            |
| 155                           | Kasper Viberg Søgaard ‏        | 103                           |
| 156                           | نيك فان دير لييك              | 25                            |

| Saint Piran (cycling team) ‏ SPC | Saint Piran (cycling team) ‏ SPC | Saint Piran (cycling team) ‏ SPC |
| ------------------------------- | ------------------------------- | ------------------------------- |
| م                               | عداء                            | مرتبة                           |
| 161                             | Harry Birchill ‏                 | 89                              |
| 162                             | Zeb Kyffin ‏                     | 76                              |
| 163                             | Alexandar Richardson ‏           | لم يبدأ-3                       |
| 164                             | Bradley Symonds ‏                | 87                              |
| 165                             | Jack Rootkin-Gray ‏              | لم يبدأ-3                       |
| 166                             | William Tidball ‏                | 93                              |

| تيم كووب ‏ TCR | تيم كووب ‏ TCR                | تيم كووب ‏ TCR |
| ------------- | ---------------------------- | ------------- |
| م             | عداء                         | مرتبة         |
| 171           | Håkon Aalrust ‏               | 97            |
| 172           | Cedrik Bakke Christophersen ‏ | 33            |
| 173           | André Drege ‏                 | 66            |
| 174           | Kalle Kvam‏                   | 105           |
| 175           | Eirik Lunder ‏                | 107           |
| 176           | NOR                          | 71            |

| فريق النرويج لركوب الدراجات للرجال ‏ NOR | فريق النرويج لركوب الدراجات للرجال ‏ NOR | فريق النرويج لركوب الدراجات للرجال ‏ NOR |
| --------------------------------------- | --------------------------------------- | --------------------------------------- |
| م                                       | عداء                                    | مرتبة                                   |
| 181                                     | NOR                                     | 104                                     |
| 182                                     | NOR                                     | 38                                      |
| 183                                     | Simen Evertsen-Hegreberg‏                | 86                                      |
| 184                                     | Ludvik Aspelund Holstad ‏                | 92                                      |
| 185                                     | Torbjørn Andre Røed ‏                    | 69                                      |
| 186                                     | Halvor Dolven ‏                          | 72                                      |

| Alpecin-Deceuninck ADC | Alpecin-Deceuninck ADC           | Alpecin-Deceuninck ADC |
| ---------------------- | -------------------------------- | ---------------------- |
| م                      | عداء                             | مرتبة                  |
| 1                      | Maurice Ballerstedt ‏             | 83                     |
| 2                      | يجف دي بوندت                     | 99                     |
| 3                      | Robbe Ghys ‏                      | 77                     |
| 4                      | Axel Laurance ‏                   | 20                     |
| 5                      | إدوارد بلانكايرتإدوارد بلانكايرت | 39                     |
| 6                      | Luca Vergallito ‏                 | 15                     |

| Ineos Grenadiers IGD | Ineos Grenadiers IGD | Ineos Grenadiers IGD |
| -------------------- | -------------------- | -------------------- |
| م                    | عداء                 | مرتبة                |
| 11                   | Josh Tarling ‏        | 43                   |
| 12                   | Leo Hayter ‏          | 81                   |
| 13                   | لوكاس بلاب (طريق)    | 108                  |
| 14                   | ماغنوس شيفيلد        | 2                    |
| 15                   | كونور سويفت          | 65                   |
| 16                   | Ben Tulett ‏          | 1                    |

| Bora-Hansgrohe BOH | Bora-Hansgrohe BOH | Bora-Hansgrohe BOH |
| ------------------ | ------------------ | ------------------ |
| م                  | عداء               | مرتبة              |
| 21                 | Shane Archbold ‏    | لم يكمل السباق-3   |
| 22                 | ماركو هالر         | 64                 |
| 23                 | Jordi Meeus ‏       | 35                 |
| 24                 | Ide Schelling ‏     | 49                 |
| 25                 | يوناس كوخ          | 26                 |
| 26                 | Ben Zwiehoff ‏      | 12                 |

| EF Education-EasyPost EFE | EF Education-EasyPost EFE | EF Education-EasyPost EFE |
| ------------------------- | ------------------------- | ------------------------- |
| م                         | عداء                      | مرتبة                     |
| 31                        | أودد كريستيان إيكينغ      | 11                        |
| 32                        | ينس كوكلاير               | 63                        |
| 33                        | Jonas Rutsch ‏             | 14                        |
| 34                        | Georg Steinhauser ‏        | لم يبدأ-3                 |
| 35                        | مايكل فالغرين             | 59                        |
| 36                        | ماريجن فان دن بيرغ        | 17                        |

| Jumbo-Visma TJV | Jumbo-Visma TJV         | Jumbo-Visma TJV |
| --------------- | ----------------------- | --------------- |
| م               | عداء                    | مرتبة           |
| 41              | Johannes Staune-Mittet ‏ | 23              |
| 42              | Gijs Leemreize ‏         | 28              |
| 43              | Mick van Dijke ‏         | 16              |
| 44              | توش فان دير ساندي       | 94              |
| 45              | أتيلا فالتر (طريق)      | 4               |
| 46              | Tim van Dijke ‏          | 82              |

| Team DSM DSM | Team DSM DSM        | Team DSM DSM |
| ------------ | ------------------- | ------------ |
| م            | عداء                | مرتبة        |
| 51           | رومان كومبو         | 50           |
| 52           | Marco Brenner ‏      | 10           |
| 53           | شون فلين ‏           | 88           |
| 54           | توبياس لوند أندرسن ‏ | 27           |
| 55           | Lorenzo Milesi ‏     | 13           |
| 56           | Kevin Vermaerke ‏    | 37           |

| Trek-Segafredo TFS | Trek-Segafredo TFS | Trek-Segafredo TFS |
| ------------------ | ------------------ | ------------------ |
| م                  | عداء               | مرتبة              |
| 61                 | ماركوس هويلجارد    | 61                 |
| 62                 | Asbjørn Hellemose ‏ | 60                 |
| 63                 | Thibau Nys ‏        | 3                  |
| 64                 | جاسبر ستوفين       | 48                 |
| 65                 | إدوارد ثيونس       | 98                 |
| 66                 | Mathias Vacek ‏     | 8                  |

| Intermarché-Circus-Wanty ICW | Intermarché-Circus-Wanty ICW | Intermarché-Circus-Wanty ICW |
| ---------------------------- | ---------------------------- | ---------------------------- |
| م                            | عداء                         | مرتبة                        |
| 71                           | Dries De Pooter ‏             | 91                           |
| 72                           | Rune Herregodts ‏             | 6                            |
| 73                           | Madis Mihkels                | 30                           |
| 74                           | Tom Paquot ‏                  | 95                           |
| 75                           | أدريان بيتي                  | 100                          |
| 76                           | مايك تيونسين                 | 19                           |

| أونو-إكس موبيليتي ‏ UXT | أونو-إكس موبيليتي ‏ UXT      | أونو-إكس موبيليتي ‏ UXT |
| ---------------------- | --------------------------- | ---------------------- |
| م                      | عداء                        | مرتبة                  |
| 81                     | ألكسندر كريستوف             | 80                     |
| 82                     | Ådne Holter ‏                | 7                      |
| 83                     | Anders Halland Johannessen ‏ | 84                     |
| 84                     | توبياس هالاند يوهانسن       | 9                      |
| 85                     | Martin Urianstad ‏           | 79                     |
| 86                     | راسموس تيلر (طريق)          | 29                     |

| كاجا رورال-سيغوروس ‏ CJR | كاجا رورال-سيغوروس ‏ CJR | كاجا رورال-سيغوروس ‏ CJR |
| ----------------------- | ----------------------- | ----------------------- |
| م                       | عداء                    | مرتبة                   |
| 91                      | Julen Amezqueta ‏        | 41                      |
| 92                      | جيفرسون سيبيدا          | 42                      |
| 93                      | GBR                     | 74                      |
| 94                      | Joel Nicolau ‏           | 101                     |
| 95                      | Fernando Barceló ‏       | 58                      |
| 96                      | إدوارد براديس           | 32                      |

| Green Project-Bardiani CSF-Faizanè BCF | Green Project-Bardiani CSF-Faizanè BCF | Green Project-Bardiani CSF-Faizanè BCF |
| -------------------------------------- | -------------------------------------- | -------------------------------------- |
| م                                      | عداء                                   | مرتبة                                  |
| 101                                    | Luca Colnaghi ‏                         | 54                                     |
| 102                                    | Riccardo Lucca ‏                        | 96                                     |
| 103                                    | Luca Rastelli ‏                         | 70                                     |
| 104                                    | Manuele Tarozzi ‏                       | 75                                     |
| 105                                    | Alex Tolio ‏                            | 40                                     |
| 106                                    | Enrico Zanoncello ‏                     | 102                                    |

| Human Powered Health HPM | Human Powered Health HPM | Human Powered Health HPM |
| ------------------------ | ------------------------ | ------------------------ |
| م                        | عداء                     | مرتبة                    |
| 111                      | Kristian Aasvold ‏        | 45                       |
| 112                      | ستيفن باسيت              | 55                       |
| 113                      | أوقست جنسن               | 56                       |
| 114                      | Bart Lemmen ‏             | 21                       |
| 115                      | Sebastian Schönberger ‏   | 36                       |
| 116                      | تشاد هاغا                | 106                      |

| فريق الدراجات Q36.5 ‏ Q36 | فريق الدراجات Q36.5 ‏ Q36 | فريق الدراجات Q36.5 ‏ Q36 |
| ------------------------ | ------------------------ | ------------------------ |
| م                        | عداء                     | مرتبة                    |
| 121                      | كارل فريدريك هاغن        | 18                       |
| 122                      | Walter Calzoni ‏          | 46                       |
| 123                      | Alessandro Fedeli ‏       | 31                       |
| 124                      | توبياس لودفيجسون         | 44                       |
| 125                      | Kamil Małecki ‏           | 90                       |
| 126                      | Nickolas Zukowsky ‏       | 34                       |

| سبورت فلاندرين بالويس ‏ TFB | سبورت فلاندرين بالويس ‏ TFB | سبورت فلاندرين بالويس ‏ TFB |
| -------------------------- | -------------------------- | -------------------------- |
| م                          | عداء                       | مرتبة                      |
| 131                        | Arno Claeys ‏               | 78                         |
| 132                        | Vincent Van Hemelen ‏       | 85                         |
| 133                        | Vito Braet ‏                | 24                         |
| 134                        | Aaron Van Poucke ‏          | لم يكمل السباق-2           |
| 135                        | BEL                        | 51                         |

| سويس ريسينغ أكادمي ‏ TUD | سويس ريسينغ أكادمي ‏ TUD  | سويس ريسينغ أكادمي ‏ TUD |
| ----------------------- | ------------------------ | ----------------------- |
| م                       | عداء                     | مرتبة                   |
| 141                     | جاكوب أريكسون ‏           | 47                      |
| 142                     | لوكاس أريكسون (طريق)     | 22                      |
| 143                     | ألكسندر كامب (طريق)      | 5                       |
| 144                     | Robin Froidevaux ‏ (طريق) | 53                      |
| 145                     | Arthur Kluckers ‏         | 52                      |
| 146                     | Roland Thalmann ‏         | 73                      |

| Leopard TOGT Pro Cycling ‏ LTP | Leopard TOGT Pro Cycling ‏ LTP | Leopard TOGT Pro Cycling ‏ LTP |
| ----------------------------- | ----------------------------- | ----------------------------- |
| م                             | عداء                          | مرتبة                         |
| 151                           | ماتياس بريجنهوج ‏              | 62                            |
| 152                           | ميغيل هايدمان ‏                | 67                            |
| 153                           | Oliver Knudsen ‏               | 68                            |
| 154                           | Robin Juel Skivild ‏           | 57                            |
| 155                           | Kasper Viberg Søgaard ‏        | 103                           |
| 156                           | نيك فان دير لييك              | 25                            |

| Saint Piran (cycling team) ‏ SPC | Saint Piran (cycling team) ‏ SPC | Saint Piran (cycling team) ‏ SPC |
| ------------------------------- | ------------------------------- | ------------------------------- |
| م                               | عداء                            | مرتبة                           |
| 161                             | Harry Birchill ‏                 | 89                              |
| 162                             | Zeb Kyffin ‏                     | 76                              |
| 163                             | Alexandar Richardson ‏           | لم يبدأ-3                       |
| 164                             | Bradley Symonds ‏                | 87                              |
| 165                             | Jack Rootkin-Gray ‏              | لم يبدأ-3                       |
| 166                             | William Tidball ‏                | 93                              |

| تيم كووب ‏ TCR | تيم كووب ‏ TCR                | تيم كووب ‏ TCR |
| ------------- | ---------------------------- | ------------- |
| م             | عداء                         | مرتبة         |
| 171           | Håkon Aalrust ‏               | 97            |
| 172           | Cedrik Bakke Christophersen ‏ | 33            |
| 173           | André Drege ‏                 | 66            |
| 174           | Kalle Kvam‏                   | 105           |
| 175           | Eirik Lunder ‏                | 107           |
| 176           | NOR                          | 71            |

| فريق النرويج لركوب الدراجات للرجال ‏ NOR | فريق النرويج لركوب الدراجات للرجال ‏ NOR | فريق النرويج لركوب الدراجات للرجال ‏ NOR |
| --------------------------------------- | --------------------------------------- | --------------------------------------- |
| م                                       | عداء                                    | مرتبة                                   |
| 181                                     | NOR                                     | 104                                     |
| 182                                     | NOR                                     | 38                                      |
| 183                                     | Simen Evertsen-Hegreberg‏                | 86                                      |
| 184                                     | Ludvik Aspelund Holstad ‏                | 92                                      |
| 185                                     | Torbjørn Andre Røed ‏                    | 69                                      |
| 186                                     | Halvor Dolven ‏                          | 72                                      |

## التصنيف العام النهائي
| التصنيف العام         | التصنيف العام         | التصنيف العام             | التصنيف العام | التصنيف العام |
| العداء                | العداء                | الفريق                    | الوقت         |               |
| --------------------- | --------------------- | ------------------------- | ------------- | ------------- |
| 1                     | Ben Tulett ‏           | Ineos Grenadiers          | 9 س 50 د 45 ث |               |
| 2                     | ماغنوس شيفيلد         | Ineos Grenadiers          | + 5 ث         |               |
| 3                     | Thibau Nys ‏           | تريك سيغافريدو            | + 23 ث        |               |
| 4                     | أتيلا فالتر           | Jumbo-Visma               | + 24 ث        |               |
| 5                     | ألكسندر كامب          | سويس ريسينغ أكادمي ‏       | + 30 ث        |               |
| 6                     | Rune Herregodts ‏      | Intermarché-Circus-Wanty  | + 31 ث        |               |
| 7                     | Ådne Holter ‏          | أونو اكس برو سايكلنج تيم ‏ | + 31 ث        |               |
| 8                     | Mathias Vacek ‏        | تريك سيغافريدو            | + 32 ث        |               |
| 9                     | توبياس هالاند يوهانسن | أونو اكس برو سايكلنج تيم ‏ | + 33 ث        |               |
| 10                    | Marco Brenner ‏        | Team DSM                  | + 36 ث        |               |
|                       |                       |                           |               |               |
| مصدر: ProCyclingStats |                       |                           |               |               |

### تصنيف النقاط
| تصنيف النقاط          | تصنيف النقاط                     | تصنيف النقاط              | تصنيف النقاط | تصنيف النقاط |
| العداء                | العداء                           | الفريق                    | النقاط       |              |
| --------------------- | -------------------------------- | ------------------------- | ------------ | ------------ |
| 1                     | Thibau Nys ‏                      | تريك سيغافريدو            | 44 نقطة      |              |
| 2                     | توبياس لوند أندرسن ‏              | Team DSM                  | 37 نقطة      |              |
| 3                     | توبياس هالاند يوهانسن            | أونو اكس برو سايكلنج تيم ‏ | 32 نقطة      |              |
| 4                     | Jordi Meeus ‏                     | بورا هانسغروه             | 32 نقطة      |              |
| 5                     | Ben Tulett ‏                      | Ineos Grenadiers          | 30 نقطة      |              |
| 6                     | ماغنوس شيفيلد                    | Ineos Grenadiers          | 30 نقطة      |              |
| 7                     | ألكسندر كامب                     | سويس ريسينغ أكادمي ‏       | 26 نقطة      |              |
| 8                     | إدوارد بلانكايرتإدوارد بلانكايرت | Alpecin-Deceuninck        | 23 نقطة      |              |
| 9                     | أتيلا فالتر                      | Jumbo-Visma               | 20 نقطة      |              |
| 10                    | Mick van Dijke ‏                  | Jumbo-Visma               | 19 نقطة      |              |
|                       |                                  |                           |              |              |
| مصدر: ProCyclingStats |                                  |                           |              |              |

### تصنيف الجبال
| تصنيف الجبال          | تصنيف الجبال         | تصنيف الجبال                        | تصنيف الجبال | تصنيف الجبال |
| العداء                | العداء               | الفريق                              | النقاط       |              |
| --------------------- | -------------------- | ----------------------------------- | ------------ | ------------ |
| 1                     | Joel Nicolau ‏        | كاجا رورال-سيغوروس ‏                 | 19 نقطة      |              |
| 2                     | ماتياس بريجنهوج ‏     | Leopard TOGT Pro Cycling ‏           | 15 نقطة      |              |
| 3                     | Torbjørn Andre Røed ‏ | فريق النرويج لركوب الدراجات للرجال ‏ | 13 نقطة      |              |
| 4                     | Mathias Vacek ‏       | تريك سيغافريدو                      | 9 نقطة       |              |
| 5                     | ماغنوس شيفيلد        | Ineos Grenadiers                    | 9 نقطة       |              |
| 6                     | Ben Tulett ‏          | Ineos Grenadiers                    | 8 نقطة       |              |
| 7                     | Ådne Holter ‏         | أونو اكس برو سايكلنج تيم ‏           | 7 نقطة       |              |
| 8                     | Manuele Tarozzi ‏     | Green Project-Bardiani CSF-Faizanè  | 7 نقطة       |              |
| 9                     | Dries De Pooter ‏     | Intermarché-Circus-Wanty            | 7 نقطة       |              |
| 10                    | Lorenzo Milesi ‏      | Team DSM                            | 6 نقطة       |              |
|                       |                      |                                     |              |              |
| مصدر: ProCyclingStats |                      |                                     |              |              |

## تصنيف الفرق

### الفرق حسب الوقت
| تصنيف الفرق حسب الوقت | تصنيف الفرق حسب الوقت          | تصنيف الفرق حسب الوقت | تصنيف الفرق حسب الوقت |
| الفريق                | الفريق                         | الوقت                 |                       |
| --------------------- | ------------------------------ | --------------------- | --------------------- |
| 1                     | EF Education-EasyPost          | 29 س 34 د 30 ث        |                       |
| 2                     | أونو اكس برو سايكلنج تيم 2023 ‏ | + 4 ث                 |                       |
| 3                     | Ineos Grenadiers               | + 8 ث                 |                       |
| 4                     | Team DSM                       | + 12 ث                |                       |
| 5                     | Jumbo-Visma                    | + 20 ث                |                       |
| 6                     | Trek-Segafredo                 | + 1 د 01 ث            |                       |
| 7                     | Bora-Hansgrohe                 | + 1 د 07 ث            |                       |
| 8                     | Intermarché-Circus-Wanty       | + 1 د 14 ث            |                       |
| 9                     | Alpecin-Deceuninck             | + 1 د 33 ث            |                       |
| 10                    | سويس ريسينغ أكادمي 2023 ‏       | + 1 د 54 ث            |                       |
|                       |                                |                       |                       |
| مصدر: ProCyclingStats |                                |                       |                       |

## تصانيف فرعية

### تصنيف أفضل شاب
| تصنيف أفضل شاب        | تصنيف أفضل شاب          | تصنيف أفضل شاب           | تصنيف أفضل شاب | تصنيف أفضل شاب |
| العداء                | العداء                  | الفريق                   | الوقت          |                |
| --------------------- | ----------------------- | ------------------------ | -------------- | -------------- |
| 1                     | Ben Tulett ‏             | Ineos Grenadiers         | 9 س 50 د 45 ث  |                |
| 2                     | ماغنوس شيفيلد           | Ineos Grenadiers         | + 5 ث          |                |
| 3                     | Thibau Nys ‏             | تريك سيغافريدو           | + 23 ث         |                |
| 4                     | Mathias Vacek ‏          | تريك سيغافريدو           | + 32 ث         |                |
| 5                     | Marco Brenner ‏          | Team DSM                 | + 36 ث         |                |
| 6                     | Lorenzo Milesi ‏         | Team DSM                 | + 49 ث         |                |
| 7                     | Axel Laurance ‏          | Alpecin-Deceuninck       | + 1 د 06 ث     |                |
| 8                     | Johannes Staune-Mittet ‏ | Jumbo-Visma              | + 1 د 15 ث     |                |
| 9                     | توبياس لوند أندرسن ‏     | Team DSM                 | + 1 د 31 ث     |                |
| 10                    | ماديس ميكلس             | Intermarché-Circus-Wanty | + 1 د 39 ث     |                |
|                       |                         |                          |                |                |
| مصدر: ProCyclingStats |                         |                          |                |                |

## وصلات خارجية
- الموقع الرسمي
- لمحة عن سباق طواف النرويج 2023 على موقع  ProCyclingStats   (برو  سايكلنج  ستاتس) - إحصاءات  محترفي  الدراجات.
- طواف النرويج 2023 على موقع إحصائيات الدراجات الإحترافية (الإنجليزية)